# Zbraně pro Prahu
Zbraně pro Prahu je český válečný film z roku 1974 režiséra Ivo Tomana s Karlem Hlušičkou v hlavní roli, situovaný do posledních dnů druhé světové války v době, kdy v Praze probíhalo Pražské povstání. Děj filmu pojednává o českých železničářích, kteří aktivně bojovali na straně povstalců a kterým se podařilo od Němců ukořistit pancéřový vlak. S pomocí tohoto vlaku se jim podaří odvézt část zbraní z německého zbrojního skladiště, resp. z muničního skladu z Libčic. Tyto ukořistěné zbraně pak vlakem vezou na pomoc bojující Praze. Námět tohoto filmu byl inspirován novelou Pancéřový vlak Rudolfa Černého, která prý byla inspirována skutečnými událostmi, kdy na straně českých povstalců operovalo hned několik podobných ozbrojených vlaků.

## Děj
Československý rozhlas volá o pomoc pro bojující Prahu, posunovač Chýně (Karel Hlušička) dostane od soudruhů z Prahy telefonickou výzvu, aby dovezl zbraně, kterých je v Praze nedostatek. Začíná organizovat pomoc, když vtom se k nádraží blíží obrněný vlak s vojáky SS. Železničáři okamžitě zorganizují jeho zneškodnění, pošlou proti němu jiný vlak a ozbrojenou povstaleckou skupinu. Po srážce obou vlaků a krátké přestřelce se Němci vzdávají a jsou zajati. Při akci však zmizí nejzkušenější strojvedoucí Klika. Železničáři dál organizují odpor, opravují oba vlaky, odklízejí trosky a spravují rychlopalné dělo – dvojče. Na nádraží se objevuje nadporučík Československé armády Sauer (Jiří Kodet), kterého Chýně nakonec přesvědčí, aby se stal vojenským velitelem vlaku. Zmizelý strojvedoucí Klika se posléze objeví s lepší parní lokomotivou, kterou si odjel vypůjčit do Slaného. Když je vlak zprovozněn, železničáři plánují přepad muničního skladu a organizují odvoz zbraní k vlaku nákladními auty. Všechny zbraně se jim však nepodaří odvézt. Rychlopalné protiletadlové dělo (dvojče) se nepodaří opravit, proto je na poslední chvíli povolán Chýňův otec, který je původním povoláním zbrojmistr, aby dělo opravil. To se mu nakonec povede a nadále pak zůstává jako obsluha děla. Přepad muničního skladiště se jim podaří, Němci se příliš nebrání a vyjednávají. Chtějí sklad předat vyššímu důstojníkovi Československé armády. Proto je na pomoc povolán místní plukovník ČSA (Jiří Němeček), kterému zbraně vydají pod podmínkou, že Československá armáda místo obsadí do 24 hodin. Zbraně jsou naloženy do vlaku a vlak si to zamíří ku Praze. Na cestě svedou boj o nádraží, kde v souboji s německým letounem padne Chýňův otec. Jsou pronásledováni jiným pancéřovým vlakem, vezoucím německé tanky, který se jim ale podaří vykolejit a čelí ozbrojené tankové skupině, která má za úkol chránit železniční vjezd do Prahy. Nakonec do Prahy opravdu dojedou, při vykládce nákladu je ale napadá německý bojový letoun. Poté, co vyloží zbraně, jedou nazpět do muničního skladu do Libčic pro další várku zbraní. Cestou zpět se setkávají s tanky Rudé armády jedoucími Praze na pomoc.

## Výrobní štáb
- režie: Ivo Toman
- námět: Rudolf Černý (novela Pancéřový vlak)
- scénář: Jaroslav Dietl, Jan Fleischer, Ivo Toman
- kamera: Josef Illík
- hudba: Jiří Šust
- výprava-architekt: Boris Moravec
- střih: Miroslav Hájek
- zvuk: Adolf Böhm
- vedoucí produkce: Vladimír Vojta
- výtvarník: Stanislav Pavlík

## Obsazení
- Karel Hlušička (Jan Chýň, posunovač, hlavní organizátor odporu)
- Jiří Kodet (nadporučík Československé armády Sauer, vojenský velitel vlaku)
- Hana Čížková (Jiřina)
- Karel Dellapina (Klika, strojvedoucí)
- Ladislav Struna (Chýňův otec, zbrojmistr a povstalecký dělostřelec)
- Jiří Kostka (Hovorka)
- Jiří Němeček (plukovník Československé armády)
- Slávka Budínová (plukovníkova žena)
- Libuše Geprtová (Jílková, pokladní na nádraží)
- Karel Augusta (Tonda, topič na lokomotivě)
- Zdeněk Kutil (Parkán)
- Bohuslav Ličman (Havelka)
- Václav Neužil (Bubeník)
- Jiří Wohanka (Vašek)
- Bohumil Švarc (Sokol)
- Adolf Filip (Karas)
- Vladimír Janura (Vaněk)
- Milan Sandhaus (Stoklasa)
- František Suchomel (Bierhanzel)
- Miroslav Doubrava (Škrdle)
- Gerhard Sgalitzer (německý tankový velitel)
- Roman Skamene (Olda)
- Milan Riehs (Mazel)
- Jan Kuželka (bojovník)
- Pavel Lecler (bojovník)
- Bert Schneider (voják)

## Místa natáčení[1]
- Nádraží Březnice – výpravní budova již dnes neexistuje, místo ní byla později postavena nová
- Nádraží Tochovice, Nádraží Příbram
- Trať Vrané nad Vltavou – Dobříš: konkrétně mezi odbočkou Skochovice a stanicí Měchenice
- Vlečka Tochovice – Orlická přehrada (provoz na vlečce 1958–1964), později v majetku Československé armády, zrušena a koleje sneseny mezi roky 1996–1998.